# Hélène Bischler
Hélène Heiniger de Bischler-Causse (Berna, 3 de enero de 1932 - París, 12 de febrero de 2004) fue una briología, botánica, taxónoma, curadora, y exploradora suiza-francesa.

## Carrera
Asistió a la Universidad de Ginebra, donde obtuvo, en 1957, un doctorado en ciencias naturales.
De 1956 a 1959, ocupó puestos de investigación en la Universidad Nacional de Bogotá (Colombia); en el Conservatorio Botánico, Ginebra, de 1960 a 1961, y en el Centro Nacional de Investigaciones Científicas (CNRS) de París, desde 1961 en adelante, donde fue nombrada a varios equipos de investigación (hepáticas del Neotrópico, hepáticas del área mediterránea, evolución de criptógamas, la biodiversidad y sistemática molecular).
Los intereses en la investigación de la Dra. Bischler era prioritariamente sistemática de las hepáticas neotropicales, a continuación, ecología de las hepáticas mediterráneas, luego, la sistemática y la evolución de la subclase hepática Marchantiidae.
Hizo extensos trabajos de campo en Colombia y en el Mediterráneo, y ha contribuido a muchas floras. Introdujo muchos estudiantes de investigación de todo el mundo a los estudios de hepáticas y fue el editor de la revista científica Cryptogamie, Bryologie-Lichenologie durante más de 30 años. Es coautora de varios volúmenes del Índice Hepaticarum y publicado más de 120 artículos de investigación científica y de varios libros, incluyendo monografías taxonómicas de Marchantia y plagiochasma, y un resumen sobre sistemática y evolución de los géneros de las Marchantiales.

## Algunas publicaciones
- hélène Bischler, suzanne Jovet-Ast. 1971. Les Hépatiques de Tunisie: Enumération, notes écologiques et biogéographiques, 125 p.
- -------------------. 1982. Marchantia L.: morphologie, sporale, germination et rang taxonomique des sections Marchantia et Chlamidium (Corda) Nees. Crypt. Biol. Lichén. 3: 351-364.
- -------------------. 1984. Marchantia L., The New World Species. Bryophytorum Bibliotheca 26: 1-228.
- -------------------. 1987. On Marchantia subg. Protomarchantia (Marchantiaceae). Memoirs of the New York Botanical Garden 45: 722 - 732.
- -------------------. 1989. Marchantia L. subg. Chlamidium (Nees) Bischl. sect. Papillatae Bischl. sect. n. en Asie et en Océanie. Crypt. Biol. Lichén. 10(1): 61-79.
- -------------------. 1989. Marchantia L. The Asiatic and Oceanic taxa. Bryophytorum Bibliotheca 38: 1-317.
- -------------------, sinikka Piippo. 1991. Bryophyte flora of the Huon Peninsula, Papua New Guinea. L. Marchantia (Marchantiaceae, Hepaticae). Annales Botanici Fennici 28 (4): 277-301.
- -------------------. 1993. Marchantia L. The European and African taxa. Bryophytorum Bibliotheca 45: 1-129.
- -------------------. 2004. Bryophytorum Bibliotheca, v. 61-63. Ed. J. Cramer.

### Libros
- chaia clara Heyn, ilana Herrnstadt, hélène Bischler, suzanne Jovet-Ast. 2004. The bryophyte flora of Israel and adjacent regions. Flora Palaestina. Ed. Israel Academy of Sci. & Humanities: Section of Sciences. 719 p. ISBN 9652080047, ISBN 9789652080042
- Hélène Bischler-Causse, s. robbert Gradstein, suzanne Jovet-Ast, david g. Long, noris salazar Allen. 2005. The Marchantiidae (Flora Neotropica Monograph No. 97) Ed. New York Botanical Garden Pr Dept. 272 p. ISBN 978-0893274658 ISBN 0893274658
- -----------------------------. 2004. Liverworts of the Mediterranean: Ecology, Diversity and Distribution, v. 61 de Bryophytorum bibliotheca, ISSN 0258-3348. Ed. ilustrada de J. Cramer, 252 p. ISBN 3443620337, ISBN 9783443620332
- -----------------------------. 1998. Systematics and Evolution of the Genera of the Marchantiales, v. 51 de Bryophytorum bibliotheca, ISSN 0258-3348. Ed. ilustrada de Gebruder Borntraeger Verlagsbuchhandlung, Sci. Publish. 200 p. ISBN 344362023X, ISBN 9783443620233
- -----------------------------. 1989. Marchantia L. The Asiatic and Oceanic Taxa. Bryophytorum Bibliotheca Series: v. 38 de Bryophytorum bibliotheca. Ed. ilustrada de Gebruder Borntraeger Verlagsbuchhandlung, Sci. Publish. 317 p. ISBN 3443620108, ISBN 9783443620103
- -----------------------------. 1989. Titres et travaux scientifiques de Hélène Bischler-Causse. 60 p.
- -----------------------------. 1977. Supplementum A-C, v. 7, parte 1. V. 7 de Index hepaticarum. Ed. J. Cramer in der A.R. Ganter Verlag Kommanditgesellschaft, 167 p. ISBN 3768200973, ISBN 9783768200974
- suzanne Jovet-Ast, hélène Bischler. 1971. Les Hépatiques de Tunisie: Enumération, notes écologiques et biogéographiques. 125 p.
- charles edmond Bradlaugh Bonner, hélène Bischler, harvey A. Miller. 1961. The Typification of Lejeunea: The transition, subgenus-genus, of Spruce's segregates of Lejeunea. II. Ed. Cramer, 359 p.

## Membresías
- De la Société Botanique de France[3]

### Premios y reconocimientos
- 1953: premio Plantamour-Prevost de la Universidad de Ginebra,
- 1974: premio P. Bertrand de la Academie des Sciences, París,
- 1985: premio de Ginebra Sayre, de la Universidad de Harvard,
- 1995: premio Hattori de la Asociación Internacional de briólogos.